# Armorial des familles du Forez
L'Armorial des familles du Forez présente les armoiries des familles du Forez, nobles ou non, classées par ordre alphabétique, sans tenir compte de la chronologie.

Vers 1030, le Forez à l'ouest du royaume de Bourgogne.
Carte de la France à la fin du XIIe siècle, le Forez est un fief du royaume de France, le Lyonnais un état du Saint-Empire.
Carte de la France à la fin du XVe siècle, le Forez passe dans les possessions de la maison de Bourbon.
Le gouvernement général de Lyon au XVIIIe siècle, avec les provinces du Lyonnais, du Forez et du Beaujolais et les communes et départements actuels.

## Familles comtales
| Blason          | Nom de la famille, blasonnement et devise                                        |
| --------------- | -------------------------------------------------------------------------------- |
|                 | Comtes de Lyon et de Forez au XIe siècle D'or, au lion de sable armé de gueules. |
| Comtes de Forez | Comtes de Forez De gueules au dauphin d'or.                                      |

## Familles du Forez
- Haut – A
- B
- C
- D
- E
- F
- G
- H
- I
- J
- K
- L
- M
- N
- O
- P
- Q
- R
- S
- T
- U
- V
- W
- X
- Y
- Z

### A
| Blason                | Nom de la famille, blasonnement et devise |
| --------------------- | --- |
| Abrial                | Famille Abrial (orig. Vivarais) D'argent à l'arbre terrassé de sinople, au chef d'azur chargé d'un soleil d'or.                                                                                               |
|                       | Famille d'Acre, Magneux-Haute-Rive D'azur, à la bande d'argent., - Famille noble éteinte |
|                       | Famille Advisard, Montbrison De gueules au chevron d'argent. |
|                       | Famille d'Agulhac de Soulages (orig. Vivarais), Malmont De gueules à deux épées d'argent en sautoir, la pointe en haut, au chef cousu d'azur chargé de trois étoiles d'or. - Famille noble                    |
| Albanel               | Famille Albanel de Cessiex D'azur au chevron d'argent, alias d'or, accompagné de deux étoiles et d'un croissant de même. - Famille noble subsistante                                                          |
| d'Albon               | Famille d'Albon De sable à la croix d'or, écartelé de Dauphiné-Viennois. - Devise : « A cruce victoria » - Famille noble                                                                                      |
|                       | Famille d'Alègre et Tourzel d'Alègre De gueules semé de fleurs de lys d'or. Alias à la tour d'argent accostée de six fleurs de lys d'or. - Famille noble                                                      |
| Allard                | Famille Allard D'azur à la bande d'or chargée de trois alérions d'azur, alias de sable. |
|                       | Famille d'Allard Le Monteille D'or au chevron de sable accompagné de trois étoiles d'azur en chef, et en pointe d'un croissant de gueules. - Famille noble éteinte                                            |
|                       | Famille Allemand (orig. Dauphiné), Grézolles De gueules semé de fleurs de lys d'or à la bande d'argent sur le tout. - Devise : « Altissimus nos fundavit » - Famille noble                                    |
| Allemand              | Famille Allemand de Villeneuve D'or au lion de gueules couronné d'argent. - Famille noble |
|                       | Famille Alleoud (orig. Dauphiné), Montchal D'azur à six quintefeuilles d'or. Alias de gueules à trois tête de licorne coupées d'or.                                                                           |
|                       | Famille d'Allonville, Sury-le-Comtal D'argent, à deux fasces de sable. - Famille noble éteinte |
|                       | Famille d'Amanzé (orig. Mâconnais) De gueules à trois coquilles d'or. - Famille noble |
|                       | Famille d'Angerez ou Angérieux, Saint-Bonnet-les-Oules Échiqueté d'or et d'azur de quatre traits. - Famille noble                                                                                             |
|                       | Famille Angles (orig. Hautes-Alpes), Roannais D'azur au chevron d'or, accompagné en chef de trois étoiles rangées d'argent, et en pointe d'une colombe de même, tenant au bec un rameau d'olivier de sinople. |
|                       | Famille d'Apchon D'or semé de fleurs de lys d'azur. - Famille noble |
|                       | Famille d'Arcon, Châtelus D'azur au chevron d'or accompagné de trois étoiles du même. |
| de vair plein         | Famille Arric de Riverie De vair plein. - Famille noble |
|                       | Famille Artaud (orig. Dauphiné) De gueules à trois tours d'or. - Famille noble |
|                       | Famille Artaud de Boulieu (orig. Vivarais) Losangé d'or et d'azur. - Arrière-ban 1545 |
|                       | Famille Artaud de La Ferrière D'azur à trois tours d'argent maçonnées d'or. - Famille noble subsistante |
|                       | Famille Artaud de Neschères De gueules au lion d'argent. Alias à la fasce de sable brochante. - Famille noble                                                                                                 |
|                       | Famille Artaud de Viry D'azur à trois tours d'argent., - Devise : « A virtute viri » - Famille noble |
|                       | Famille d'Arvillars ou Arvillard D'or à l'aigle d'azur becquée, membrée et couronnée de gueules. |
|                       | Famille d'Assier de Valenches ou d'Assier D'or à trois bandes de gueules. - Devise : « Suis de bonne trempe » – autre : « Sans rouille » - Famille noble                                                      |
| Athiaud de Montchanin | Famille Athiaud de Montchanin D'azur à trois épis d'or. Alias de gueules à trois lions passants l'un sur l'autre d'or.                                                                                        |
|                       | Famille Aubert de Bouthéon De gueules au lion d'argent et une bande d'azur brochante ; au chef de gueules soutenu d'azur et chargé de trois coquilles d'argent., - Famille noble                              |
|                       | Famille d'Aubusson de La Feuillade, Boisy D'or à la croix ancrée de gueules. - Famille noble éteinte |
|                       | Famille Auclerc (orig. Mâconnais), Roannais D'azur au chevron d'or accompagné de trois étoiles d'argent. |
|                       | Famille Audebert D'or à la fasce de gueules. - Famille noble |
| d'Augerolles          | Famille d'Augerolles D'or au chef de gueules, chargé d'un lion issant d'or. Alias de gueules au lion d'or issant d'une champagne de même. - Cri : « Saint-Polgues ! » – Famille noble                         |
|                       | Famille d'Auzon (orig. Auvergne) Écartelé d'argent et d'azur. Alias à quatre fleurs de lys de l'un en l'autre. - Famille noble                                                                                |

### B
| Blason                                 | Nom de la famille, blasonnement et devise |
| -------------------------------------- | --- |
|                                        | Famille de Baffie D'or à trois molettes d'éperon de sable. - Famille noble éteinte |
| Baillard du Pinay                      | Famille Baillard du Pinay D'or à trois palmes réunies sur une seule tige de sinople. - Famille noble |
|                                        | Famille de Balzac d'Entraigues, Saint-Bonnet-le-Château D'azur à trois flanchis d'argent, au chef chargé de trois flanchis d'azur. - Famille noble                                                                      |
|                                        | Famille de Bannes (orig. Dauphiné) D'azur à trois croissants adossés et mal ordonnés d'argent. - Famille noble |
| blason argent bande gueules            | Famille de La Barge (orig. Auvergne), La Pra D'argent à la bande de gueules. Alias de sable. Alias chargée de trois étoiles d'argent. - Famille noble                                                                   |
|                                        | Famille Barjot, La Varenne D'azur au griffon d'or, accompagné d'une étoile du même au franc-canton., - Famille noble |
|                                        | Famille Baronnat D'or à trois bannières rangées d'azur, au chef de gueules chargé d'un lion passant d'argent. - Devise : « Vertu à l'honneur guide » - Famille noble                                                    |
|                                        | Famille Barthelot ou Berthelot (orig. Mâconnais), Bonvert D'azur au chevron d'or accompagné de trois trèfles du même., - Famille noble                                                                                  |
|                                        | Famille de Bastard, Montbrison D'or à l'aigle d'Empire, mi-parti d'azur à la fleur de lys d'or. - Devise : « Cunctis nota fides » - Famille noble subsistante                                                           |
|                                        | Famille de La Baume-Pluvinel (orig. Dauphiné), La Bâtie-Chavagneu D'or à la bande vivrée d'azur, accompagnée en chef d'une moucheture d'hermine. - Devise : « L'honneur guide mes pas » - Famille noble                 |
|                                        | Famille de La Baume de Suze, Lupé D'or à trois chevrons de sable, au chef d'azur, chargé d'un lion issant d'argent, couronné d'or. - Devise : « Dulce et decorum est » - Famille noble                                  |
|                                        | Famille Bayle de Chantemule (orig. Velay), Firminy D'azur au lévrier courant d'argent. - Famille noble |
| Beaujeu                                | Famille de Beaujeu D'or au lion de sable chargé d'un lambel de cinq pendants de gueules. - Devise : « Fort fort ! » - Famille noble éteinte                                                                             |
|                                        | Famille de Beaumont (orig. Dauphiné) De gueules à une fasce d'argent chargée de trois fleurs de lys d'azur. - Famille noble                                                                                             |
| écartelé en sautoir argent gueules     | Famille de Beaune, Sainte-Foy-Saint-Sulpice Écartelé en sautoir d'argent et de gueules. - Famille noble |
|                                        | Famille de Beauvoir, Pouilly-lès-Feurs Écartelé d'or et de gueules. - Famille noble |
|                                        | Famille Benoît de La Chassagne, Montbrison D'azur au lion d'or. - Famille noble |
|                                        | Famille Berthaud de Rongefer D'azur au lion d'or, à la fasce de gueules chargée de trois étoiles d'or brochante. - Famille noble                                                                                        |
|                                        | Famille du Bessey, Contenson D'argent à la croix de gueules chargée de cinq losanges d'or. Alias d'azur à la croix d'argent chargée de cinq losanges d'azur. - Famille noble                                            |
|                                        | Famille Besson de La Rochette (orig. Velay) Gironné d'or et de sinople. - Famille noble |
| Bigot                                  | Famille Bigot (orig. Berry), Chazelles-sur-Lyon De sable à trois têtes de léopard d'or lampassé de gueules. - Devise : « Tout de par Dieu » - Famille noble                                                             |
| écartelé en sautoir d'argent et d'azur | Famille Blanc ou Albi (?) Écartelé en sautoir d'argent et d'azur. |
|                                        | Famille de Bocsozel (orig. Dauphiné) D'or au chef échiqueté d'argent et d'azur de deux traits. - Devise : « Quoi qu'il en advienne » - Famille noble                                                                    |
| de Boissieu                            | Famille de Boissieu D'azur au chevron d'or chargé d'un trèfle d'azur. Alias à l'aigle d'or, à trois roses d'argent sur une même tige feuillée d'argent en pointe de l'écu. - Famille noble                              |
|                                        | Famille Bollioud, Saint-Julien-Molin-Molette D'azur au chevron d'or, au chef cousu de gueules chargé de trois besants d'or., - Devise : « Felix qui sorte contentus » - Famille noble                                   |
|                                        | Famille de Bonneval (orig. Limousin) D'azur au lion d'or armé et lampassé de gueules. - Famille noble |
|                                        | Famille de La Borie de La Duretière D'azur au chevron d'argent accompagné de trois étoiles d'or. |
|                                        | Famille Bouquet d'Espagny, La Grye D'azur au chevron d'or accompagné de trois roses d'argent. |
| de Bourbon (alias)                     | Ducs de Bourbon De France à la cotice de gueules. - Famille noble |
| du Bourg                               | Famille du Bourg (orig. Languedoc) D'azur à trois tiges d'épines d'argent. - Devise : « Du bourg en la cité » – autre : « Lilium inter spinas » - Famille noble                                                         |
|                                        | Famille Brac de La Perrière, Roannais D'argent à trois bandes d'azur. - Famille noble |
|                                        | Famille de Brancion, Roannais D'azur à trois fasces ondées d'or. - Famille noble |
|                                        | Famille Breschard de Bressolles D'argent à trois bandes d'azur. Alias bandé d'argent et d'azur. - Famille noble |
|                                        | Famille de Bressieux De gueules à trois fasces de vair. - Famille noble |
|                                        | Famille Bronac de Vazelhes (orig. Velay) De gueules au griffon d'or. - Arrière-ban 1689 |
| Brugiere de Mons                       | Famille Brugière de Mons, Montbrison Écartelé aux 1 et 4 d'or, à quatre bruyères sur une terrasse de sinople, au chef d'azur chargé d'un soleil d'argent, aux 2 et 3 d'azur à la croix pattée d'argent. - Famille noble |
|                                        | Famille du Buisson (orig. Auvergne) D'or au buisson de sinople. - Famille bourgeoise |

### C
| Blason                  | Nom de la famille, blasonnement et devise |
| ----------------------- | --- |
| Camus                   | Famille Camus, Saint-Bonnet-le-Château D'azur à trois croissants d'argent et une étoile d'or en abîme., - Famille noble |
|                         | Famille Capponi (orig. Toscane), Feugerolles Tranché de [sable et d'argent]. - Devise : « Post tenebras lux » - Famille noble éteinte |
|                         | Famille de Chabannes De gueules au lion d'hermine, armé et lampassé et couronné d'or. - Devise : « Je ne le cède à nulle autre » - Famille noble |
|                         | Famille de Chabert de Boën D'azur à la bande d'argent, chargée de trois rocs d'échiquier de sable ; à la bordure potencée d'argent., - Famille noble |
|                         | Famille de Chalencon Écartelé d'or et de gueules, à la bordure de sable chargée de huit fleurs de lys d'or. - Cri de guerre : « Chassignoles ! » - Famille noble éteinte |
|                         | Famille de Chambaran (orig. Dauphiné), La Guillanche D'or à la bande de gueules chargée de trois cloches d'argent. - Famille noble |
|                         | Famille de Chambarlhac (orig. Vivarais), Firminy D'azur au chevron d'or, accompagné de trois colombes d'argent. - Famille noble |
|                         | Famille du Chambon ou Chambonnet D'azur à la tour d'argent maçonnée de sable. - Famille noble |
|                         | Famille de Chambon-Tallayat Fascé d'or et de gueules. Alias de gueules au sautoir d'or. - Famille noble |
|                         | Famille Champier D'azur à une étoile à huit rais d'or. - Devise : « Tu ne cede malis, sed contra audentior esto » - Famille noble |
| de Chanaleilles         | Famille de Chanaleilles de Retourtour D'or à trois lévriers de sable courant l'un sur l'autre, d'argent colletés. - Devise : « Fideliter et alacriter » – autre : « Canes ligati » - Arrière-ban 1689 |
|                         | Famille de La Chapelle, Vaudragon De gueules à la croix d'argent. Alias de … au lion de … - Famille noble éteinte |
| de Charbonnel de Cuzieu | Famille de Charbonnel de Cuzieu D'azur à trois étoiles ou molettes d'or, au croissant d'argent en cœur. - Devise : « In corde decus et honor » - Arrière-ban 1689 |
| de Charlieu             | Famille de Charlieu Écartelé d'argent et de sable., - Famille noble |
|                         | Famille de Charpin de Feugerolles D'argent à la croix ancrée de gueules, au franc-canton d'azur chargé d'une étoile, alias d'une molette d'or. - Devise : « In hoc signo vinces » - Famille noble |
|                         | Famille de Châteauneuf-Rochebonne De gueules à trois châteaux donjonnés chacun de trois tours d'or. Alias à trois tours d'or. - Famille noble |
|                         | Famille du Châtelet ou Chastelet, Urfé D'or à la bande de gueules chargée de trois fleurs de lys d'argent., - Famille noble éteinte |
|                         | Famille de Châtelus, Mauvernay De gueules au lion d'argent. - Famille noble |
| de Chatillon-en-Bazois  | Famille de Chatillon-en-Bazois Losangé d'or et d'azur. - Famille noble éteinte |
|                         | Famille de Chaumejean (orig. Touraine), Charlieu D'or à la croix ancrée de gueules. - Famille noble |
|                         | Famille Chauvet, La Bruyère D'or à trois têtes de sable tortillées d'argent. |
|                         | Famille de Chavannes de Rancé, Roannais De gueules au sautoir d'or. Alias d'azur au croissant d'argent. - Devise : « Crescentis virtus augetur » – Famille noble |
|                         | Famille Chomel, Saint-Bonnet-le-Château D'or, à la fasce d'azur chargée de trois [billettes] d'argent. - Famille subsistante d'ancienne bourgeoisie |
|                         | Famille de Clusel De gueules, à la bande d'argent. - Famille noble |
|                         | Famille Coeffier de La Pierre D'azur à trois coquilles d'or. - Famille noble |
| de Coligny              | Famille de Coligny (orig. Bresse) De gueules à l'aigle d'argent couronnée, becquée et membrée d'azur. - Devise : « Je les éprouve toutes » - Famille noble éteinte |
|                         | Famille de Combres De sinople au chevron d'or, accompagné de trois étoiles du même. - Famille noble |
| de Corbeau              | Famille de Corbeau D'or à trois fasces de sable. Alias fascé d'argent et de sable. |
|                         | Famille Coton, Chenevoux D'azur à la croix d'argent, cantonnée de quatre étoiles d'or. - Devise : « Dulcetudine vel fortitudine » |
|                         | Famille Courbon de Saint-Genest D'azur à la fasce d'or, chargée de trois étoiles de gueules, accompagnée de quatre croissants d'or, trois en chef et un en pointe. Alias au chevron d'or accompagné en chef de deux étoiles du même et en pointe d'un croissant d'argent, au chef d'or chargé d'une étoile de gueules. - Famille noble |
|                         | Famille Cournon ou Cornon (orig. Auvergne), Rochefort D'azur à la croix ancrée d'or. |
|                         | Famille Courtin de Neufbourg D'azur à trois croissants d'or. Alias écartelé ; aux 2 et 3 d'azur au sautoir d'or accompagné d'une étoile et de trois croissants d'argent. Alias écartelé ; aux 2 et 3 de gueules à un lion d'or accompagné de trois roses d'argent. - Famille noble                                                     |
|                         | Famille Courtois d'Arcollières (orig. Savoie), Le Soleillant De gueules à une épée en pal d'argent, accostée de deux fleurs de lys d'or. - Devise : « Ob servantum quandoque lilium » - Famille noble |
|                         | Famille du Crozet Échiqueté d'or et d'azur. - Famille noble |

### D
| Blason                   | Nom de la famille, blasonnement et devise |
| ------------------------ | --- |
|                          | Famille Dallier D'azur à trois molettes d'or. - Famille noble |
|                          | Famille de Damas D'or à la croix ancrée de gueules., - Devise : « Et fortis et fidelis » - Famille noble subsistante |
| Blason David             | Famille David, La Maison-Fort de Marclopt D'azur à une harpe d'argent, au chef cousu de gueules, chargé de trois étoiles d'or. - Famille noble |
|                          | Famille Dervieu de Villieu D'azur à l'aigle d'argent, au chef de même, chargé de trois mouchetures d'hermine. - Famille noble |
|                          | Famille Descrivieux (orig. Bresse), Le Chambon D'argent au chevron de sable. |
| Dodieu                   | Famille Dodieu (orig. Lyonnais) D'azur à la bande d'argent, accostée de deux lions du même. - Famille d'ancienne bourgeoisie |
|                          | Famille de Drée (orig. Bourgogne), Roannais De gueules à cinq merlettes d'argent en sautoir. - Famille noble |
| Dugas de Bois-Saint-Just | Famille Dugas de Bois Saint-Just D'azur au sautoir ondé d'or, accompagné de quatre besants du même. - Famille noble |
|                          | Famille Dugas de La Catonnière Coupé, au 1 de gueules à deux cimeterres d'argent passés en sautoir, au 2 d'azur au chêne d'or, terrassé du même. Alias au 1 de gueules à deux épées en sautoir d'or, au 2 d'azur à un arbre d'or quelquefois terrassé de sable. - Famille noble |
| Dupont de Dinechin       | Famille Dupont de Dineschin D'azur au lion d'or armé et lampassé de gueules, tenant de ses pattes de devant une hache d'armes d'argent, accompagné en chef et à dextre d'un soleil d'or mouvant de l'angle du chef et à senestre et en pointe d'une étoile aussi d'or. Alias d'azur au pont d'argent, sur une rivière du même, surmonté d'un soleil d'or. - Famille noble subsistante |
|                          | Famille Duprat de Barbançon ou du Prat, La Garde D'or à la fasce de sable, accompagnée de trois trèfles de sinople. - Famille noble |
|                          | Famille Dupuy de Farge et de Quérézieux D'or à la bande de sable chargée de trois roses d'argent, au chef d'azur chargé de trois étoiles du champ., Alias d'azur à la bande d'or chargée de trois roses de gueules, au chef d'azur à trois étoiles d'argent. - Famille noble |
| Duret                    | Famille Duret, Roannais D'azur au rocher d'or. |
|                          | Famille de Durfort D'argent à la bande d'azur. Alias d'azur au lion d'argent. - Famille noble |
| Dury de Beaupré          | Famille Dury de Beaupré, Charlieu D'azur au chevron d'argent, accompagné de trois croissants du même. |

### E
| Blason                  | Nom de la famille, blasonnement et devise                                                                                            |
| ----------------------- | --- |
|                         | Famille d'Entraigues D'or au lion de gueules.                                                                                        |
|                         | Famille l'Eschallier D'or au sautoir de gueules. - Famille noble                                                                     |
| d'Escoubleau de Sourdis | Famille d'Escoubleau de Sourdis, Sury-le-Comtal Parti d'azur et de gueules, à une cotice d'or brochante. - Famille noble             |
|                         | Famille de l'Espinasse de Changy et de Thoury De gueules à la bande d'argent. Alias d'argent, à la bande de sable. - Famille noble   |
|                         | Famille Espinchal (orig. Auvergne), Saint-Marcellin D'azur au griffon d'or, accompagné de trois épis de blé du même. - Rôles de 1691 |
|                         | Famille d'Essertines, Roannais D'azur à la bande d'argent. Alias d'argent à la bande d'azur. - Famille noble                         |
|                         | Famille d'Estaing, Poncins De France au chef d'or. - Famille noble                                                                   |

### F
| Blason      | Nom de la famille, blasonnement et devise |
| ----------- | --- |
|             | Famille Faure (orig. Dauphiné) D'azur à une bande d'argent, enfilée de trois couronnes d'or. - Famille noble |
| Faure       | Famille Faure (orig. Velay) D'azur au sautoir d'argent. - Arrière-ban 1545 - Roturiers |
|             | Famille de Fay, Virieu De gueules à la bande d'or, chargée d'une fouine d'azur. Alias écartelé d'azur à la croix d'argent et fascé d'argent et d'azur au lion de gueules brochant ; sur le tout de Fay. - Devise : « Par toute voie chemine » – Famille noble |
|             | Famille de Fenoyl D'azur au taureau effrayé d'or, au chevron de gueules brochant. - Rôles de 1689 |
|             | Famille de Feurs olim Fuers, Le Palais Losangé d'or et de sable. |
|             | Famille Flachat, Alpinac D'azur au chevron d'argent, accompagné de trois étoiles du même. - Famille noble |
|             | Famille Flotte de Nervieux Fascé d'or et d'azur. - Famille noble |
| de Fontanes | Famille de Fontanès Écartelé d'argent et d'azur à la cotice de gueules brochante. - Famille noble |
|             | Famille Forget ou Froget, Noailly D'azur au chevron d'or, accompagné de trois coquilles de même. - Famille noble |
|             | Famille du Fornel, Le Soleillant D'or au cerf de gueules nageant dans une rivière d'argent. Alias d'azur à un cerf d'argent courant sur une terrasse de sinople. - Famille noble                                                                              |
|             | Famille de Foudras de Baignaux D'azur à trois fasces d'argent. Alias fascé d'argent et d'azur. - Devise : « Sunt mihi in custodiam » – Famille noble éteinte                                                                                                  |

### G
| Blason                               | Nom de la famille, blasonnement et devise |
| ------------------------------------ | --- |
|                                      | Famille des Gallois de La Tour (orig. Bourbonnais) De sable au sautoir d'or. - Famille noble |
|                                      | Famille Gaignières de Souvigny ou Gangnières, Viricelle D'azur à trois besants d'or. - Famille noble |
| d'argent à trois chevrons de gueules | Famille de La Garde D'argent à trois chevrons de gueules. |
|                                      | Famille Gaspard, Le Breuil D'azur au chevron d'or, accompagné de trois étoiles du même. Alias au chef d'or. Alias d'argent, au chef d'or chargé de trois bandes de gueules.                                                                                     |
|                                      | Famille de Gaste olim Gaston, Luppé Parti au premier d'or, au deuxième d'azur, à trois fasces cousues de gueules ou de pourpre. Alias de pourpre, à deux fasces cousues d'azur.                                                                                 |
|                                      | Famille de Gayardon de Grésolles ou Grézolles D'azur au lion d'argent, couronné, lampassé, armé de gueules, accompagné de trois besants d'or. Alias au lion d'or, accompagné de trois besants du même. - Devise : « Vincit leo de tribu Juda », – Famille noble |
|                                      | Famille Gérentet (orig. Bresse), La Varenne D'azur à la croix ancrée d'or. |
| de Gibertes                          | Famille de Gilbertès (orig. Auvergne), Roannais D'azur à la fasce d'argent. Alias d'argent à la fasce d'azur. - Famille noble |
| d'argent au sautoir de gueules       | Famille de Giry de Vaux D'argent au sautoir de gueules. Alias d'azur au sautoir d'argent. - Famille noble |
|                                      | Famille de La Gorce (orig. Vivarais), Saint-Julien-d'Oddes De gueules à trois rocs d'échiquier d'or. - Famille noble |
| Gouffier                             | Famille Gouffier (orig. Poitou) D'or à trois jumelles de sable. - Devise : « Hic terminus hæret » - Famille noble |
|                                      | Famille de Grolée, Doizieux Gironné d'or et de sable. - Famille noble éteinte |
|                                      | Famille de Guénégaud de Plancy, Montbrison De gueules au lion d'or. - Famille noble |
|                                      | Famille Guillon de La Chaux, Montbrison D'azur au sautoir d'or. - Devise : « Mihi non sum natus » - Famille noble |
|                                      | Famille Guittardy De gueules à une guitare en pal d'or. Alias d'or au chêne de sinople terrassé du même. |

### H
| Blason              | Nom de la famille, blasonnement et devise |
| ------------------- | --- |
|                     | Famille d'Harcourt, Roanne De gueules à deux fasces d'or. - Famille noble |
|                     | Famille Henrys D'argent au cœur de gueules, marqué des lettres IHS d'or ; au chef d'azur chargé d'un lion passant d'argent. - Devise : « Toujours en ris, jamais en pleurs » – autre : « Dedit illi nomen quod est super omne nomen »                                                                                     |
|                     | Famille Henrys d'Aubigny, Montbrison Écartelé : aux 1 et 4, d'argent au cœur de gueules chargé du nom de Jésus d'or, et un chef d'azur à un lion léopardé d'argent ; aux 2 et 3 d'azur à un griffon adextré d'une plante de blé de trois tiges du même, et soutenu d'une terrasse de sinople. - Famille noble subsistante |
|                     | Famille d'Hérail de Pierrefort, Usson D'or au [chêne] de sinople, sur un écartelé aux 1 et 4 d'azur, à la bande d'or, accompagnée en chef d'un lion du même ; aux 2 et 3 de La Roue. - Famille noble éteinte |
|                     | Famille l'Hermite de La Faye D'or à la fasce de gueules. - Famille noble |
| Hostun de La Beaume | Famille d'Hostun de La Baume De gueules à la croix engrêlée d'or. - Famille noble |

### I
| Blason      | Nom de la famille, blasonnement et devise |
| ----------- | --- |
| Isarn       | Famille d'Isarn (orig. Rouergue), Saint-Sauveur-en-Rue D'azur au lévrier d'argent, au chef du même, chargé de trois étoiles de gueules. - Famille noble subsistante |
| d'Isserpens | Famille d'Isserpents ou des Serpents, Roannais D'or, alias d'argent, au lion d'azur. Alias au lion d'azur lampassé de gueules. - Famille noble                      |

### J
| Blason          | Nom de la famille, blasonnement et devise |
| --------------- | --- |
|                 | Famille Jacquemont (orig. Noirétable) D'azur au mont de six coupeaux d'argent, au chef du même, chargé de trois étoiles d'azur.                                                                                        |
| Maison de Jarez | Maison de Jarez D'azur parti d'argent à une fasce de gueules., - Famille noble éteinte |
|                 | Famille de Jerphanion (orig. Velay) D'azur au chevron d'or, accompagné en pointe d'un lys d'argent, tigé et feuillé de sinople, au chef denché d'or, chargé d'un lion léopardé de gueules. - Famille noble subsistante |
|                 | Famille de Jourda de Vaux, Firminy D'or, à la bande de gueules, chargée de trois croissants d'argent. Alias d'azur à la bande d'or, chargée de deux étoiles d'azur. - Famille noble                                    |
|                 | Famille de Jouvencel, Feurs D'or à deux palmes de sinople, mouvant d'un croissant de gueules, au chef d'azur, chargé d'un soleil d'or entre deux étoiles d'argent.                                                     |
|                 | Famille Jullien du Vivier D'azur à la fasce d'or, accompagnée de deux étoiles et d'un croissant d'argent., |

### L
| Blason           | Nom de la famille, blasonnement et devise |
| ---------------- | --- |
|                  | Famille de Laire (orig. Auvergne), Cervières D'azur à la bande d'or. - Famille noble |
|                  | Famille de Laire de Cornillon D'argent au lion de gueules. - Famille noble |
|                  | Famille de Lamartine ou Alamartine (orig. Charolais), Roannais De gueules à un trèfle d'or entre deux fasces du même. - Famille noble                                                                                   |
|                  | Famille de Lambertie (orig. Périgord) D'azur à deux chevrons d'or. - Famille noble |
| de Langeac       | Famille de Langeac D'or à trois pals de vair. - Famille noble éteinte |
|                  | Famille de Langlade (orig. Auvergne), Saint-Rambert D'argent à trois taus de gueules. - Famille noble |
|                  | Famille Lattard du Chevalard, Beaulieu D'azur au chevron d'or, accompagné de trois étoiles d'argent. |
|                  | Famille de Lavieu, Feugerolles, Écotay De gueules au chef de vair. Alias une étoile d'or sur les gueules. Alias un chevron. - Famille noble                                                                             |
|                  | Famille de Lavieu, Roche-la-Molière D'or à la bande engrêlée de sable. Alias d'or à la bande de sable., - Famille noble éteinte                                                                                         |
|                  | Famille de Laye de Buffardans D'argent à la croix de sable. - Famille noble |
|                  | Famille de Lenoncourt (orig. Lorraine), Montbrison D'argent à la croix engrêlée de gueules. - Famille noble |
|                  | Famille de Lentigny De gueules au chef d'or. - Famille noble |
|                  | Famille de Lescure, Montbrison D'or au lion d'azur. |
|                  | Famille de Lévis, Couzan D'or à trois chevrons de sable. - Devise : « Dieu aide au second chrétien » – autre : « Inania pello » - Famille noble                                                                         |
|                  | Famille Le Long de Chenillac (orig. Bourbonnais), Châteaumorand D'azur au chevron d'or, accompagné de trois étoiles d'argent. Alias et une bordure de gueules.                                                          |
|                  | Famille de Lorgue D'azur au chevron d'or, accompagné de trois étoiles du même. - Famille noble |
| de Lucenay       | Famille de Lucenay, Roanne De gueules à trois têtes de léopard d'or. - Famille noble |
| de Lugny d'Ailly | Famille de Lugny d'Ailly, Perreux D'azur à trois quintefeuilles d'or, accompagnées de sept billettes du même, 3, 1, 2 et 1. - Devise : « Il n'y a oiseau de bon nid qui n'ait une plume de Lugny » - Famille noble      |
|                  | Famille de Luzy de Pélissac Parti, au 1 d'or, à la fasce échiquetée d'argent et de gueules de deux traits, au 2, de Luzy. de gueules au chevron d'argent, accompagné de trois étoiles d'or. - Famille noble subsistante |

### M
| Blason | Nom de la famille, blasonnement et devise |
| ------ | --- |
|        | Famille Masso de La Ferrière, Saint-Médard-en-Forez D'azur à la bande d'or. - Famille noble |
|        | Famille Maugiron Gironné d'argent et de sable de six pièces. - Famille noble éteinte |
|        | Famille de Maymont de Magno Monte De sable à trois molettes d'argent. - Famille noble éteinte |
|        | Famille de Mayol de Lupé De sinople à six pommes de pin d'or. Alias d'or à six pommes de pin versées de sinople. - Devise : « Deo et patriæ » – Famille noble                                                                              |
|        | Famille de Mazuyer D'azur au chevron d'or, accompagné de deux étoiles du même en chef, et d'un croissant d'argent en pointe. Alias à trois épées d'argent, deux en sautoir et une en pal, les gardes et les poignées d'or. - Famille noble |
|        | Famille de Meaux (orig. Villefranche), Merlieu D'azur au chevron d'or, accompagné en chef de deux étoiles et en pointe d'un trèfle d'argent. - Devise : « Pro Deo et rege » - Famille noble                                                |
|        | Famille de Mercœur, Montbrison De gueules à trois fasces de vair. - Devise : « Plus fidei quam vitæ » - Famille noble éteinte |
|        | Famille Mitte de Mons, Chevrières D'argent au sautoir de gueules, à la bordure de sable, chargée de huit fleurs de lys d'or. - Famille noble éteinte                                                                                       |
|        | Famille de Montaigne de Poncins ou Montagne, Le Cognet De gueules à trois bandes dentelées d'or. Alias d'or à trois bandes dentelées de gueules. - Famille noble subsistante                                                               |
|        | Famille de Montboissier D'or, semé de croisettes de sable, au lion du même. - Famille noble éteinte |
|        | Famille de Montchal De gueules au chef d'or, chargé de trois molettes d'éperon d'azur. - Famille noble |
|        | Famille de Montchanin De gueules au chevron d'or. - Famille noble |
|        | Famille de Montdor ou Mont-d'Or, Chavannes D'hermine à la bande de gueules. - Famille noble |
|        | Famille de Montmorillon, feudataires du Forez D'or à l'aigle de gueules. - Famille noble |
|        | Famille de Montravel de Martinas (orig. Auvergne) Écartelé d'or et d'azur. - Devise : « Aut cum eo aut in eo » - Famille noble |
|        | Famille de Monts (orig. Dauphiné) Bandé d'or et de sable de huit pièces. - Famille noble |
|        | Famille Motier de La Fayette ou Lafayette, Saint-Bonnet-le-Château De gueules à la bande d'or, à la bordure de vair. - Famille noble |
|        | Famille de Murinais (orig. Dauphiné) De gueules au lion d'or. Alias d'azur au lion d'or, armé et lampassé de gueules. - Famille noble éteinte                                                                                              |

### N
| Blason    | Nom de la famille, blasonnement et devise                                                                                           |
| --------- | --- |
|           | Famille Nagu de Varennes, Belleroche D'azur à trois losanges rangés d'argent. - Famille noble                                       |
|           | Famille de Nanton d'Arcis (orig. Mâconnais) De sinople à la croix d'or. - Famille noble                                             |
|           | Famille de Neufville-Villeroy D'azur au chevron d'or, accompagné de trois croix ancrées du même. - Famille noble                    |
|           | Famille de Noblet, Bussières D'azur au sautoir d'or. - Famille noble                                                                |
|           | Famille de Nompère, Sr de Champagny D'azur, à trois chevrons brisés d'or., Alias au chef de gueules semé d'étoiles. - Famille noble |
| de Noyers | Famille de Noyers, Belleroche D'azur à l'aigle d'or. - Famille noble                                                                |

### O
| Blason | Nom de la famille, blasonnement et devise |
| ------ | --- |
| Oingt  | Famille d'Oingt de Iconio D'argent à la fasce de gueules, chargée de trois étoiles d'or. - Famille noble éteinte                                |
|        | Famille d'Ornaison-Chamarande De gueules à trois fasces ondées d'or. Alias d'or à la bande d'azur, chargée d'une onde d'argent. - Famille noble |

### P
| Blason       | Nom de la famille, blasonnement et devise |
| ------------ | --- |
|              | Famille Palluat de Besset De gueules à un fer de lance d'argent, la pointe en bas, aboutissant à un croissant montant du même, et soutenu d'un lion d'or et d'une aigle d'argent affrontés, le lion à dextre et l'aigle à senestre, au chef cousu d'azur, chargé d'une rose d'argent accostée de deux étoiles d'or. Alias d'or à trois œillets de gueules, tigés et feuillés de sinople et mouvants d'une même tige. |
|              | Famille de La Palud-Guiffrey, Noailly De gueules à la croix d'hermine. - Devise : « Eh Dieu ! aidez-moi » - Famille noble |
|              | Famille Parchas de Villeneuve (orig. Auvergne) D'argent, alias d'or à trois cœurs de gueules. |
| Pascal       | Famille Pascal de Mons (orig. Auvergne), Usson D'azur à un agneau pascal d'argent, la banderole croisée de gueules. |
|              | Famille Payre ou Paire, L'Argentière De gueules à trois croix recroisetées d'or. |
|              | Famille du Peloux de La Rigaudière D'argent au sautoir engrêlé d'azur. - Arrière-ban 1545 |
|              | Famille de Pinet (orig. Auvergne) D'azur au chevron d'or, accompagné de trois roses du même. - Famille noble |
|              | Famille de Poitiers (orig. Dauphiné) D'azur à six besants d'argent ; au chef d'or. Alias les besants d'or. - Famille noble |
|              | Famille de Polignac Fascé d'argent et de gueules. - Famille noble |
|              | Famille de Pons de La Rigodie (orig. Auvergne) De gueules à trois fasces d'or. - Famille noble |
|              | Famille de Pouzols, Le Soleillant D'azur au lion d'or, au chef cousu de gueules chargé d'une fleur de lys d'or entre deux coquilles d'argent. - Famille noble |
|              | Famille du Poyet D'azur au lion d'argent, armé, lampassé et couronné de gueules. - Famille noble |
| de Pracomtal | Famille de Pracomtal, Saint-Romain-en-Jarez D'or au chef de France. - Famille noble subsistante |
|              | Famille de Pujol, La Tourette D'argent au lion de sable, armé, lampassé et couronné de gueules. - Famille noble |

### Q
| Blason | Nom de la famille, blasonnement et devise                                                             |
| ------ | --- |
|        | Famille de La Queuille (orig. Auvergne), Pramenoux De sable à la croix dentelée d'or. - Famille noble |

### R
| Blason               | Nom de la famille, blasonnement et devise |
| -------------------- | --- |
|                      | Famille Rancé de Gletteins D'azur au croissant d'argent. Alias au losange d'argent, chargé d'un croissant du premier. - Famille noble |
| Ravel                | Famille Ravel de Malleval D'azur, au senestrochère mouvant du flanc dextre tenant trois épis d'or ; au chef cousu de gueules, chargé d'un soleil d'or. - Famille noble                                                                          |
| Richard de Soultrait | Famille Richard de Soultrait D'argent à deux palmes de sinople adossées, et une grenade de gueules en pointe, tigée et feuillée de sinople. - Famille noble                                                                                     |
|                      | Famille Rimoz de La Rochette ou Rimotz, Roannais D'azur au chevron d'or, accompagné en chef de deux canettes au naturel et en pointe d'un croissant d'argent.                                                                                   |
|                      | Famille de Rivérieulx de Chambost, Varax D'azur à une rivière d'argent, surmontée d'un croissant du même. - Famille noble subsistante |
| de La Rivière        | Famille de La Rivière De sable à la bande d'argent. - Famille noble éteinte |
|                      | Famille de Rivoire du Palais (orig. Dauphiné) Fascé d'argent et de gueules à la bande d'azur chargée de trois fleurs de lys d'or. - Devise : « Semper honor et fidelitas » - Famille noble                                                      |
|                      | Famille Robertet D'azur à la bande d'or chargée d'un demi-vol de sable et accompagnée de trois étoiles [à six rais] d'or ; alias d'argent. - Devise : « Omnium creatori laus » - Famille noble                                                  |
| La Roche-en-Regnier  | Famille de La Roche-en-Régnier, feudataires du Forez Parti d'argent et de sable, à un chevron de l'un en l'autre, accompagné en pointe d'un rocher à trois coupeaux de sinople. Alias de gueules à trois rocs d'échiquier d'or. - Famille noble |
|                      | Famille de La Roche-Macé De gueules à trois rocs d'échiquier d'argent. |
|                      | Famille de La Roche-Négly D'argent à un rocher de sable surmonté d'une aigle du même. - Famille noble |
| La Roche-Tournoel    | Famille de La Roche-Tournoël De gueules à trois fasces ondées d'argent. - Famille noble |
|                      | Famille de Rochebaron De gueules au chef échiqueté d'argent et d'azur de deux tires. - Famille noble |
|                      | Famille de Rochefort d'Ailly (orig. Auvergne) De gueules à la bande ondée d'argent, accompagnée de six merlettes de même en orle. - Famille noble éteinte                                                                                       |
| La Rochefoucauld     | Famille de La Rochefoucauld d'Urfé, Sury-le-Comtal Burelé d'argent et d'azur de dix pièces, à trois chevrons de gueules brochants, celui du chef écimé. - Devise : « C'est mon plaisir » - Famille noble                                        |
|                      | Famille de La Rochelambert D'argent au chevron d'azur, au chef de gueules. - Devise : « Amour ou guerre » – autre : « Ni crainte, ni envie » - Famille noble                                                                                    |
|                      | Famille Ronzault D'argent à trois pals d'azur. Alias d'azur à la fasce d'argent, chargée de trois roses de gueules. |
|                      | Famille de La Roue Fascé d'or et d'azur. Alias d'azur à trois bandes d'or. - Famille noble éteinte |
|                      | Famille de Roussillon d'Annonay Échiqueté d'or et d'azur. - Famille noble |
|                      | Famille Royraud du Villard (orig. Velay) D'azur à la croix d'argent, chargée de cinq coquilles de gueules ; alias de sable. - Famille noble |
|                      | Famille de Ruolz, Montchal D'azur à trois fusées rangées d'or. - Famille noble |

### S
| Blason                         | Nom de la famille, blasonnement et devise |
| ------------------------------ | --- |
|                                | Famille Saignard de Sasselange, Montchal D'azur, au sautoir d'or. - Famille noble                                                                           |
| de Saint-Didier                | Famille de Saint-Didier (orig. Velay) D'azur au lion d'argent, à la bordure de gueules, semée de fleurs de lys d'or ; alias d'étoiles. - Famille noble      |
|                                | Famille de Saint-Georges, Arcinges D'argent, alias d'or, à la croix de gueules. - Devise : « Nititur per ardua virtus » - Famille noble éteinte             |
|                                | Famille de Saint-Maurice D'argent au lion de gueules. - Famille noble                                                                                       |
|                                | Famille de Saint-Nectaire, Roche-la-Molière D'azur à cinq fusées rangées d'argent. - Famille noble subsistante                                              |
| de Saint-Paul de La Guillanche | Famille de Saint-Paul de La Guillanche D'azur à trois pals d'argent, au franc-canton de sable, chargé d'une croix pattée d'argent. - Famille noble          |
|                                | Famille de Saint-Paul de Reveux De gueules à l'épée en bande d'argent garnie d'or ; au chef cousu d'azur, chargé de trois molettes d'or. - Famille noble    |
|                                | Famille de Saint-Priest Cinq points d'or équipollés à quatre d'azur. - Famille noble                                                                        |
| d'argent au chef de gueules    | Famille de Saint-Vérain (orig. Nivernais), Nervieux D'argent au chef de gueules. - Famille noble                                                            |
|                                | Famille de Sainte-Colombe Écartelé d'argent et d'azur. - Devise : « Spes mea Deus » - Famille noble                                                         |
|                                | Famille du Saix du Poyet Écartelé d'or et de gueules. - Devise : « Non mobile saxum » - Famille noble                                                       |
|                                | Famille de Salemard Coupé d'argent et de sable, à une bande dentelée de l'un en l'autre. - Famille noble                                                    |
|                                | Famille de Saligny, Saint-Haon De gueules à trois tours d'argent.                                                                                           |
|                                | Famille de Sauzea D'azur à trois fasces d'or, au lion de sable armé et lampassé de gueules brochant sur le tout., Alias le champ de sable., - Famille noble |
| de Semur                       | Famille de Semur (orig. Auxois) D'argent à trois bandes de gueules. - Famille noble                                                                         |
|                                | Famille de Serre (orig. Nivernais), Néronde D'azur à six besants d'or.                                                                                      |
|                                | Famille de Seyssel, Saint-Romain-en-Gier Gironné d'or et d'azur. - Famille noble                                                                            |
|                                | Famille de Simiane, Urfé D'or semé de tours et de fleurs de lys d'azur alternées., - Devise : « Sustentant lilia turres » - Famille noble éteinte           |
|                                | Famille de Solignac, Aurec-sur-Loire D'argent au chef de gueules. - Famille noble éteinte                                                                   |

### T
| Blason                         | Nom de la famille, blasonnement et devise |
| ------------------------------ | --- |
|                                | Famille de Talaru Parti d'or et d'azur, à la cotice de gueules brochante., - Famille noble éteinte                                                                       |
| d'argent au chevron de gueules | Famille Tassin de Nonneville D'argent au chevron de gueules. - Famille noble                                                                                             |
|                                | Famille Terrasson de Châtelus D'azur à trois croissants d'argent adossés et entrelacés, accompagnés de trois étoiles d'or., Alias les croissants d'or. - Famille noble   |
|                                | Famille de Testenoire-Lafayette D'or à la tête de Maure de sable tortillée d'argent. - Famille noble                                                                     |
|                                | Famille de Thélis De gueules à trois fasces d'or. - Famille noble |
| de Thiers                      | Famille de Thiers, Saint-Maurice D'or au lion de gueules. - Famille noble                                                                                                |
| de Thy                         | Famille de Thy de Milly D'argent à trois lions de gueules, celui du franc-canton dextre tenant une fleur de lys d'or. - Devise : « Fidelis sed infelix » - Famille noble |
|                                | Famille La Tour-Montbellet De gueules à trois tours crénelées de trois pièces d'or. - Famille noble                                                                      |
| La Tour du Pin                 | Famille de La Tour du Pin, Jarez De gueules à la tour d'argent et un avant-mur du même. - Famille noble subsistante                                                      |
|                                | Famille de La Tour-Saint-Vidal (orig. Velay) D'azur à une tour d'argent. - Famille noble éteinte                                                                         |
|                                | Maison de Tournon, feudataires du Forez Parti semé de France et de gueules, au lion d'or. - Devise : « Potentia et virtute » - Famille noble                             |
|                                | Famille Turin de Bel-Air ou Turrin D'azur à trois tours d'argent. |

### U
| Blason | Nom de la famille, blasonnement et devise                           |
| ------ | ------------------------------------------------------------------- |
|        | Famille d'Urfé De vair au chef de gueules., - Famille noble éteinte |

### V
| Blason                 | Nom de la famille, blasonnement et devise |
| ---------------------- | --- |
| La Vaissiere-Cantoinet | Famille de La Vaissière-Cantoinet, Villeneuve D'azur au coudrier d'or et une cotice de gueules brochante.                                                                                         |
|                        | Famille de Valous, Saint-Jean-Bonnefonds De gueules à l'hermine courant d'argent, colletée d'un mantelet d'hermine, au chef cousu d'azur, chargé de trois étoiles d'or.                           |
|                        | Famille de Varenne-Rapetour Losangé d'argent et d'azur. Alias d'hermine, à trois chevrons de sable. - Famille noble                                                                               |
|                        | Famille de Vauborel (orig. Bretagne), Changy D'azur à la tour d'argent. |
|                        | Famille de Vaurion De sable au chevron d'argent. - Famille noble |
|                        | Famille Vedel D'azur à une roue d'horloge d'or, alias d'argent, en chef et deux aigles affrontées d'argent en pointe. - Arrière-ban 1545                                                          |
|                        | Famille de Vernoilles D'or à la croix ancrée de gueules. - Famille noble |
|                        | Famille de Vertolaye De gueules à quatre fleurs de lys d'or [rangées en fasce]. - Famille noble                                                                                                   |
|                        | Famille Vialis D'argent à trois trèfles de sinople, au chef d'azur. Alias d'azur à trois trèfles d'argent, au chef d'or.                                                                          |
| Vichy                  | Famille de Vichy (orig. Bourbonnais) De vair plein. - Devise : « Tantum valent quantum sonant » - Famille noble                                                                                   |
| de Villars             | Famille de Villars D'azur à trois molettes d'or, au chef d'argent chargé d'un lion léopardé de gueules. Alias au chef cousu de gueules chargé d'un lion passant d'argent. - Famille noble éteinte |
| Villars-Thoire         | Famille de Villars-Thoire Bandé d'or et de gueules de six pièces. - Famille noble éteinte |
|                        | Famille de Vinols D'or au cep de vigne de sinople, au chef de gueules chargé de trois coquilles d'or.,                                                                                            |
|                        | Famille Virgile (orig. Languedoc), Saint-Étienne D'azur à la bande d'argent surmontée de trois fleurs de lys d'or.                                                                                |
| Virieu                 | Famille de Virieu De gueules à trois vires l'un dans l'autre d'argent. Alias d'azur à trois vires d'or. - Famille noble                                                                           |
|                        | Famille de Vissac De gueules à trois pals d'hermine. - Famille noble |
| Vogue                  | Famille de Vogüé (orig. Vivarais) D'azur au coq d'or crêté et barbelé de gueules. - Famille noble                                                                                                 |

- Haut – A
- B
- C
- D
- E
- F
- G
- H
- I
- J
- K
- L
- M
- N
- O
- P
- Q
- R
- S
- T
- U
- V
- W
- X
- Y
- Z